# Ястребинка постенная
Ястребинка постенная (лат. Hieracium murorum), или Ястребинка лесная, или Ястребинка сродственная (по синонимичным названиям таксонов лат. Hieracium sylvularum и др.)
 — травянистое растение рода Ястребинка (Hieracium) семейства Астровые (Asteraceae).

## Название
Научное латинское название рода происходит от др.-греч. ἱέραξ (hiérax, “ястреб”) и др.-греч. -ιον (-ion, уменьшительный суффикс). Согласно некоторым источникам впервые растение упоминается у Диоскорида, а Плиний Старший указывал что ястребы используют в пищу листья ястребинки, чтобы улучшить свою феноменальную силу зрения, с чем и связано название в древнегреческом языке и на латыни.
Видовой эпитет является производной формой от лат. murus - "стена" и, по всей видимости, отражает способность этого неприхотливого растения селиться в расселинах каменных стен.
Русскоязычные родовое и видовое названия являются смысловыми переводами латинских.

## Ботаническое описание

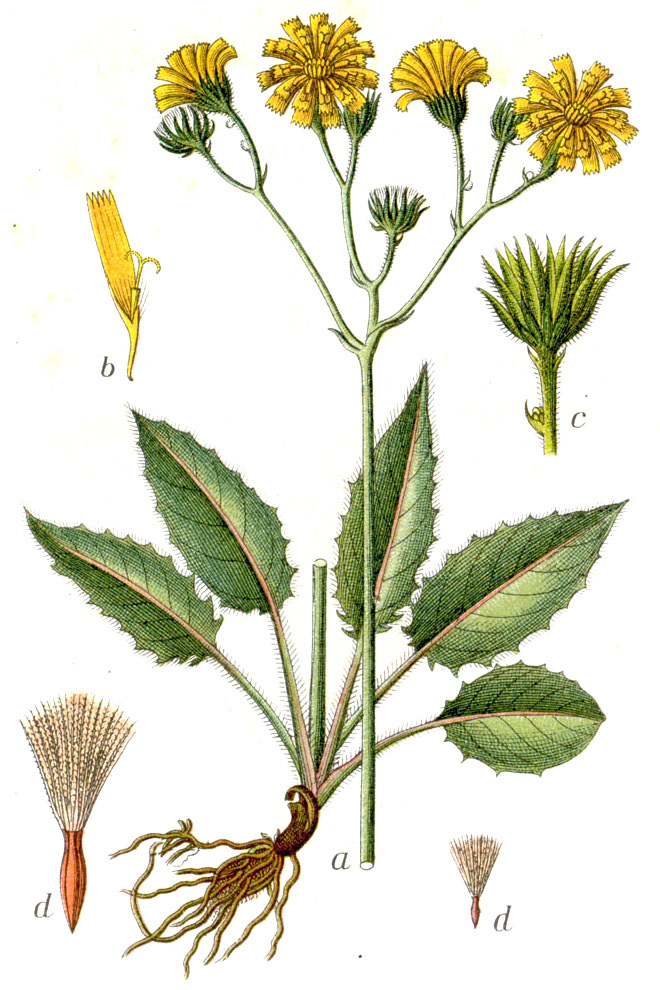
Ястребинка постенная.

Многолетнее короткокорневищное растение, с мочковатыми корнями.
Стебли одиночные, (10)30-50(80) см высотой, часто в основании темно-пурпурные, опушенные, как и листья, простыми и звездчатыми волосками.
Нижние прикорневые листья черешковые, 20-150 х 15-70 мм, в числе 5-6, образуют розетку. Пластинки продолговатые, эллиптические, ланцетовидные или овальные, с клиновидным или стреловидным основанием, резко суженные в черешок, зубчатые, часто с свободными зубцами на черешке, с лиловатыми или буроватыми пятнами. Стеблевых листьев 1-2 , с ланцетной пластинкой. Листья с одиночными железистыми волосками по верхней стороне, либо гладкие, иногда со звездчатыми волосками по нижней стороне.
Соцветие метельчатое, состоящее из 3-15 корзинок. Листочки обёрток острые, обильно железистые, 8-10 мм длиной. Цветки жёлтые.
Семянки 3-4 мм длиной.
Хромосомное число 2n=27, 36.
В регионах Центральной России цветет в июне-июле, плодоносит в июле-августе.

## Распространение и экология
Преимущественно европейский вид, встречающийся также в Малой Азии и на Кавказе. В России распространена в европейской части, главным образом в лесной зоне. В Центральной России встречается в основном в западных областях нечернозёмной полосы.
Распространен в хвойных и хвойно-широколиственных лесах. Произрастает на каменистых, травянистых и открытых лесных участках. В низменных зонах встречается на заброшенных участках, которые заселил относительно недавно.

## Классификация
Систематическое положение таксона существенно отличается в зависимости от используемой классификации. Так немецкий ботаник Карл Цан в 1901 году приводил описание вида, включая в него 345 подвидов и множество разновидностей. Юксип А.Я., авторству которого принадлежит 30-й том издания "Флора СССР", целиком посвященный роду Ястребинка и включающий более 780 видов этого растения, в т.ч. 140 впервые описанных, указывает "... реального вида H. murorum L. не существует, а то, что до сих пор под этим названием приводилось во флорах, в сущности, весьма "сборный" вид, включающий в себя целый ряд обособленных, как морфологически, так и географически (и экологически) видов ("подвидов" Цана и других авторов)". В "Иллюстрированном определителе растений Средней России" Губанова указывается на то, что это "Полиморфный вид, представляющий ряд более или менее обособленных мелких видов", включая Я. прозрачную (лат. Hieracium pellucidum) в Тверской области, Я. рощевую (лат. Hieracium sylvularum) в северо-западных областях, Я. дротиколистную, или стрелолистную (лат. Hieracium oistophyllum) в Костромской, Тверской и Ярославской областях.

### Таксономия[8]
Hieracium murorum L., 1753, Sp. Pl. : 802
Вид Ястребинка постенная относится к роду Ястребинка семейства Астровые (Asteraceae) порядка Астроцветные (Asterales). Кладограмма в соответствии с Системой APG IV:
|  |                                      |  |                                   |                                   |                    |  | ещё 10 семейств | ещё 10 семейств |                      |  |                                                                       |  | еще 3077 подтвержденных и 7056 в статусе "непроверенных" видов и инфравидовых таксонов | еще 3077 подтвержденных и 7056 в статусе "непроверенных" видов и инфравидовых таксонов |  |
|  |                                      |  |                                   |                                   |                    |  | ещё 10 семейств | ещё 10 семейств |                      |  |                                                                       |  | еще 3077 подтвержденных и 7056 в статусе "непроверенных" видов и инфравидовых таксонов | еще 3077 подтвержденных и 7056 в статусе "непроверенных" видов и инфравидовых таксонов |  |
|  |                                      |  |                                   | порядок Астроцветные              |                    |  |                 |                 | род Ястребинка       |  |                                                                       |  |                                                                                        |                                                                                        |  |
|  |                                      |  |                                   | порядок Астроцветные              |                    |  |                 |                 | род Ястребинка       |  | 9 подтвержденных и 25 в статусе "непроверенных" инфравидовых таксонов |  |                                                                                        |                                                                                        |  |
|  | отдел Цветковые, или Покрытосеменные |  |                                   |                                   | семейство Астровые |  |                 |                 | Ястребинка постенная |  |                                                                       |  |                                                                                        |                                                                                        |  |
|  | отдел Цветковые, или Покрытосеменные |  |                                   |                                   |                    |  |                 |                 |                      |  |                                                                       |  |                                                                                        |                                                                                        |  |
|  |                                      |  | ещё 63 порядка цветковых растений | ещё 63 порядка цветковых растений |                    |  |                 | ещё 1804 рода   | ещё 1804 рода        |  |                                                                       |  |                                                                                        |                                                                                        |  |
|  |                                      |  |                                   | ещё 63 порядка цветковых растений |                    |  |                 |                 | ещё 1804 рода        |  |                                                                       |  |                                                                                        |                                                                                        |  |

### Инфравидовые таксоны
- в статусе подтвержденных
  - Hieracium murorum subsp. anisobasis  Gottschl. 
  - Hieracium murorum subsp. contreanum  de Retz 
  - Hieracium murorum subsp. heteroserratum  Gottschl. 
  - Hieracium murorum subsp. macilentigenum  Gottschl. 
  - Hieracium murorum subsp. murorum
  - Hieracium murorum subsp. nivimarginatum  Gottschl. 
  - Hieracium murorum subsp. rugianum  Gottschl. 
  - Hieracium murorum subsp. subintegerrimum  Gottschl. 
  - Hieracium murorum var. hemigypotes  Zahn
- в статусе непроверенных по состоянию на декабрь 2022г.
  - Hieracium murorum subsp. acrotrichellum  Romieux & Zahn 
  - Hieracium murorum subsp. amoenissimum  Hayek & Zahn
  - Hieracium murorum subsp. canipes  (Dahlst.) Zahn 
  - Hieracium murorum subsp. chloroleucum  Dahlst. 
  - Hieracium murorum subsp. cordigerum  Norrl. 
  - Hieracium murorum subsp. duplicatum  Almq. ex Dahlst. 
  - Hieracium murorum subsp. erysibodes  (Dahlst.) Zahn 
  - Hieracium murorum subsp. fragile  (Jord.) Braun-Blanq. & al.
  - Hieracium murorum subsp. koehleri  Zahn 
  - Hieracium murorum subsp. melanopsiforme  Zahn 
  - Hieracium murorum subsp. neosparsum  Zahn 
  - Hieracium murorum subsp. pallescentifrons  (K.Malý & Zahn) Greuter 
  - Hieracium murorum subsp. perviride  Zahn 
  - Hieracium murorum subsp. pinicoliforme  Zahn 
  - Hieracium murorum subsp. pinnatifidum  Dahlst. 
  - Hieracium murorum subsp. pseudoblongiforme  Kumm. & Zahn 
  - Hieracium murorum subsp. quercifoliiforme  Krafft & Zahn 
  - Hieracium murorum subsp. semipallidum  Zahn 
  - Hieracium murorum var. hyparcticum  Lange 
  - Hieracium murorum var. knautiifolium  Arv.-Touv. 
  - Hieracium murorum var. lucidulum  Ley 
  - Hieracium murorum var. maculatum  Blau. ex Nyman 
  - Hieracium murorum var. pallescens  (Waldst. & Kit.) Sch.Bip. ex Nyman 
  - Hieracium murorum var. pilosissimum  L. 
  - Hieracium murorum var. pulcherrimum  F.Hanb.